# Cisówek (Ermland-Mazurië)
Cisówek is een plaats in het Poolse woiwodschap Ermland-Mazurië, in het district Gołdapski. De plaats maakt deel uit van de gemeente Dubeninki en telt 34 inwoners.
Voor 1938 lag Cisówek op Pools gebied, direct achter de Duits-Poolse grens. Een Duitse naam heeft deze plaats daarom niet.